# Онейда (округ, Нью-Йорк)
Шаблон:StateAbbr_ 43°14′ пн. ш. 75°26′ зх. д. / 43.24° пн. ш. 75.44° зх. д.
Округ Онейда (англ. Oneida County) — округ (графство) у штаті Нью-Йорк, США. Ідентифікатор округу 36065.

## Історія
Округ утворений 1798 року.

## Демографія
За даними перепису 
2000 року 
загальне населення округу становило 235469 осіб, зокрема міського населення було 151858, а сільського — 83611.
Серед мешканців округу чоловіків було 116913, а жінок — 118556. В окрузі було 90496 домогосподарств, 59170 родин, які мешкали в 102803 будинках.
Середній розмір родини становив 3,02.
Віковий розподіл населення поданий у таблиці:
| Стать    | До 15 років | 15-21 | 22-29 | 30-39 | 40-49 | 50-65 | 65-85 | Понад 85 |
| -------- | ----------- | ----- | ----- | ----- | ----- | ----- | ----- | -------- |
| Чоловіки | 23648       | 11908 | 11365 | 18344 | 18052 | 18134 | 14013 | 1449     |
| Жінки    | 22399       | 10936 | 9652  | 16161 | 17135 | 18982 | 19304 | 3987     |

## Суміжні округи
- Льюїс — північ
- Геркаймер — схід
- Отсего — південний схід
- Медісон — південний захід
- Освіго — захід

## Виноски
1. ↑  U.S. Decennial Census. United States Census Bureau. Архів оригіналу за 12 травня 2015. Процитовано 6 січня 2015.
2. ↑  Historical Census Browser. University of Virginia Library. Архів оригіналу за 11 серпня 2012. Процитовано 6 січня 2015.
3. ↑  Population of Counties by Decennial Census: 1900 to 1990. United States Census Bureau. Архів оригіналу за 19 лютого 2015. Процитовано 6 січня 2015.
4. ↑  Census 2000 PHC-T-4. Ranking Tables for Counties: 1990 and 2000 (PDF). United States Census Bureau. Архів (PDF) оригіналу за 18 грудня 2014. Процитовано 6 січня 2015.
5. ↑  State & County QuickFacts. United States Census Bureau. Архів оригіналу за 7 червня 2011. Процитовано 12 жовтня 2013.(англ.) Наведено за англійською вікіпедією.
6. ↑  American FactFinder. Бюро перепису населення США. Архів оригіналу за 26 лютого 2012. Процитовано 31 січня 2008.

| США | Це незавершена стаття з географії США. Ви можете допомогти проєкту, виправивши або дописавши її. |